# 陈叔亮 (1901年)
陈叔亮（1901年—1991年），原名寿颐，自号铁老汉等，男，浙江黄岩人，中国书法家、国画家、美术评论家、工艺美术教育家，曾任中国书法家协会副主席。其子陈其钢为作曲家。